# Verenigde Staten op de Olympische Winterspelen 2006
Tijdens de Olympische Winterspelen van 2006 die in Turijn werden gehouden, namen de Verenigde Staten deel met ruim 221 sporters. In totaal werden er 25 medailles verdiend, goed voor de tweede plaats in het medailleklassement.

## Behaalde medailles

### Goud
Alpineskiën
- Op de combinatie voor de mannen won Ted Ligety in een totale tijd van 3:09.35. Op de Afdaling werd hij slechts 22e in een tijd van 1:41.42, maar in de slalom won hij zowel run 1 als run 2. Dit was voldoende om te eindigen met een voorsprong van 0.53 op Ivica Kostelić.
- Op de reuzenslalom voor vrouwen won Julia Mancuso in een tijd van 2:09.19

Shorttrack
- 500m: Apolo Anton Ohno won in een tijd van 0:41.935, hij volgt hierbij de Canadese titelverdediger Marc Gagnon op.

Schaatsen
- 500m: Joey Cheek in een tijd van 34.82 (in de 1e run) en 34.94 (in de 2e run)
- 5000m: Chad Hedrick
- 1000m: Shani Davis

Snowboarden
- Halfpipe Mannen: Shaun White (score: 46.8)
- Halfpipe Vrouwen: Hannah Teter (score: 46.4)
- Cross Mannen: Seth Wescott eindigt eerste in de grote finale.

### Zilver
Bobsleeën
- Shauna Rohbock en Valerie Fleming behalen zilver in een tijd van 3:50.69, dit is 0.71s achterstand op de Duitse winnaressen Sandra Kiriasis en Anja Schneiderheinze

Kunstschaatsen
- IJsdansen: Tanith Belbin en Benjamin Agosto met een score van 196.06
- Sasha Cohen behaalt een score van 183.36 en werd daarbij tweede. Na de korte kür stond Cohen nog eerste, maar bij de lange kür won de Japanse Shizuka Arakawa met grote voorsprong op Sasha Cohen.

Schaatsen
- 1000m: Joey Cheek in 1:09.16
- 1500m: Shani Davis in 1:46.13
- 10000m: Chad Hedrick in 13:05.40

Snowboarden
- Halfpipe Mannen: Danny Kass met een score van 44.0.
- Halfpipe Vrouwen: Gretchen Bleiler met een score van 43.4.
- Tijdens de Cross voor vrouwen ligt Lindsey Jacobellis gedurende de hele race op kop, bij het naderen van de finish heeft ze 3 seconden en bijna 50 meter voorsprong op de Zwitserse Tanja Frieden. Op de voorlaatste jump, met de overwinning zo goed als binnen probeerde ze een backside method grab, maar dit mislukte en ze viel. Hierdoor passeerde Tanja Frieden haar alsnog en won Jacobellis zilver.

### Brons
Curling
- Pete Fenson, Shawn Rojeski, Joseph Polo, John Shuster, Scott Baird versloegen het Verenigd Koninkrijk in de kleine finale met 8-6.

Freestyleskiën
- Op de Moguls bij de mannen won Toby Dawson brons met een totale score van 26.30

IJshockey
- Het vrouwen-ijshockey-team versloeg Finland met 4-0

Shorttrack
- 1000m: Apolo Anton Ohno
- 5000m aflossing: Alex Izykowski, J. P. Kepka, Apolo Anton Ohno, Rusty Smith behalen brons achter het Zuid-Koreaanse en Canadese Team.

Snowboarden
- Rosey Fletcher versloeg de Oostenrijkse Doris Günther in de kleine finale.

Schaatsen
- Op de 1500m behaalde Chad Hedrick brons in een tijd van 1:46.22

## Alle resultaten
Biatlon
10 km Sprint mannen:
| sporter       | opmerkingen |
| ------------- | ----------- |
| Lowell Bailey |             |
| Tim Burke     |             |
| Jay Hakkinen  |             |
| Brian Olsen   |             |
| Jeremy Teela  |             |

20 km Individueel mannen:
| sporter       | opmerkingen |
| ------------- | ----------- |
| Lowell Bailey |             |
| Tim Burke     |             |
| Jay Hakkinen  |             |
| Brian Olsen   |             |
| Jeremy Teela  |             |

4 x 7,5 km Estafette mannen:
| sporter       | opmerkingen |
| ------------- | ----------- |
| Lowell Bailey |             |
| Tim Burke     |             |
| Jay Hakkinen  |             |
| Brian Olsen   |             |
| Jeremy Teela  |             |

7,5 km Sprint vrouwen:
| sporter        | opmerkingen |
| -------------- | ----------- |
| Lanny Barnes   |             |
| Tracy Barnes   |             |
| Sarah Konrad   |             |
| Rachel Steer   |             |
| Carolyn Treacy |             |

15 km Individueel vrouwen:
| sporter        | opmerkingen |
| -------------- | ----------- |
| Lanny Barnes   |             |
| Tracy Barnes   |             |
| Sarah Konrad   |             |
| Rachel Steer   |             |
| Carolyn Treacy |             |

4 x 6 km Estafette vrouwen:
| sporter        | opmerkingen |
| -------------- | ----------- |
| Lanny Barnes   |             |
| Tracy Barnes   |             |
| Sarah Konrad   |             |
| Rachel Steer   |             |
| Carolyn Treacy |             |

Noordse combinatie
Sprint:
| sporter         | opmerkingen |
| --------------- | ----------- |
| Brett Camerota  |             |
| Eric Camerota   |             |
| Bill Demong     |             |
| Todd Lodwick    |             |
| Johnny Spillane |             |
| Carl Van Loan   |             |

Individueel:
| sporter         | opmerkingen |
| --------------- | ----------- |
| Brett Camerota  |             |
| Eric Camerota   |             |
| Bill Demong     |             |
| Todd Lodwick    |             |
| Johnny Spillane |             |
| Carl Van Loan   |             |

Team Estafette:
| sporter         | opmerkingen |
| --------------- | ----------- |
| Brett Camerota  |             |
| Eric Camerota   |             |
| Bill Demong     |             |
| Todd Lodwick    |             |
| Johnny Spillane |             |
| Carl Van Loan   |             |

Albanië · Algerije · Amerikaanse Maagdeneilanden · Andorra · Argentinië · Armenië · Australië · Azerbeidzjan · België · Bermuda · Bosnië en Herzegovina · Brazilië · Bulgarije · Canada · Chili · China · Chinees Taipei · Costa Rica · Cyprus · Denemarken · Duitsland · Estland · Ethiopië · Finland · Frankrijk · Georgië · Griekenland · Groot-Brittannië · Hongarije · Hongkong · Ierland · IJsland · India · Iran · Israël · Italië · Japan · Kazachstan · Kenia · Kirgizië · Kroatië · Letland · Libanon · Liechtenstein · Litouwen · Luxemburg · Macedonië · Madagaskar · Moldavië · Monaco · Mongolië · Nederland · Nepal · Nieuw-Zeeland · Noord-Korea · Noorwegen · Oekraïne · Oezbekistan · Oostenrijk · Polen · Portugal · Roemenië · Rusland · San Marino · Senegal · Servië en Montenegro · Slovenië · Slowakije · Spanje · Tadzjikistan · Thailand · Tsjechië · Turkije · Venezuela · Verenigde Staten · Wit-Rusland · Zuid-Afrika · Zuid-Korea · Zweden · Zwitserland